# Trenque Lauquen (município)
Trenque Lauquen é um partido (município) da província de Buenos Aires, na Argentina. Possuía, de acordo com estimativa de 2019, 46.336 habitantes.